# Hamdy Fathy
Hamdy Fathy Abdelhalim Abdelfattah (ar. حمدي فتحي عبد الحليم; ur. 29 września 1994 w Damahurze) – egipski piłkarz grający na pozycji środkowego pomocnika. Od 2019 jest zawodnikiem klubu Al-Ahly Kair.

## Kariera klubowa
Swoją piłkarską karierę Fathy rozpoczął w 2005 roku w klubie Ala'ab Damanhour SC. W sezonie 2013/2014 zadebiutował w jego barwach w drugiej lidze egipskiej. W sezonie 2013/2014 awansował z nim do pierwszej ligi. W 2015 roku odszedł do ENPPI Club. W sezonie 2016/2017 był z niego wypożyczony do Petrojet FC.
Na początku 2019 roku Fathy przeszedł do Al-Ahly Kair. Swój debiut w nim zanotował 8 lutego 2019 w wygranym 1:0 domowym meczu z Haras El-Hodood. Wraz z Al-Ahly wywalczył dwa mistrzostwa Egiptu w sezonach 2018/2019 i 2019/2020, wicemistrzostwo w sezonie 2020/2021 i zdobył Puchar Egiptu w sezonie 2019/2020. Dwukrotnie wygrał też Ligę Mistrzów w sezonie 2019/2020 i 2020/2021. W maju 2021 zdobył Superpuchar Afryki za sezon 2019/2020, a w grudniu 2021 sięgnął znów po to trofeum, tym razem za sezon 2020/2021.
| Sezon   | Klub                | Kraj  | Rozgrywki                   | Mecze | Gole |
| ------- | ------------------- | ----- | --------------------------- | ----- | ---- |
| 2013/14 | Ala'ab Damanhour SC | Egipt | 2. liga                     | ?     | ?    |
| 2014/15 | Ala'ab Damanhour SC | Egipt | Ad-Dauri al-Misri al-Mumtaz | 31    | 3    |
| 2015/16 | ENPPI Club          | Egipt | Ad-Dauri al-Misri al-Mumtaz | 6     | 0    |
| 2016/17 | Petrojet FC         | Egipt | Ad-Dauri al-Misri al-Mumtaz | 27    | 2    |
| 2017/18 | ENPPI Club          | Egipt | Ad-Dauri al-Misri al-Mumtaz | 29    | 3    |
| 2018/19 | ENPPI Club          | Egipt | Ad-Dauri al-Misri al-Mumtaz | 16    | 3    |
| 2018/19 | Al-Ahly Kair        | Egipt | Ad-Dauri al-Misri al-Mumtaz | 13    | 2    |
| 2019/20 | Al-Ahly Kair        | Egipt | Ad-Dauri al-Misri al-Mumtaz | 18    | 3    |
| 2020/21 | Al-Ahly Kair        | Egipt | Ad-Dauri al-Misri al-Mumtaz | 21    | 0    |

## Kariera reprezentacyjna
W reprezentacji Egiptu Fathy zadebiutował 14 października 2019 w wygranym 1:0 towarzyskim meczu z Botswaną, rozegranym w Aleksandrii. W 2022 roku został powołany do kadry na Puchar Narodów Afryki 2021. Na tym turnieju rozegrał sześć meczów: grupowe z Nigerią (0:1), z Gwineą Bissau (1:0) i z Sudanem (1:0), w 1/8 finału z Wybrzeżem Kości Słoniowej (0:0, k. 5:4), półfinałowy z Kamerunem (0:0, k. 3:1) i finałowy z Senegalem (0:0, k. 2:4).